# Parábola dos Lavradores Maus

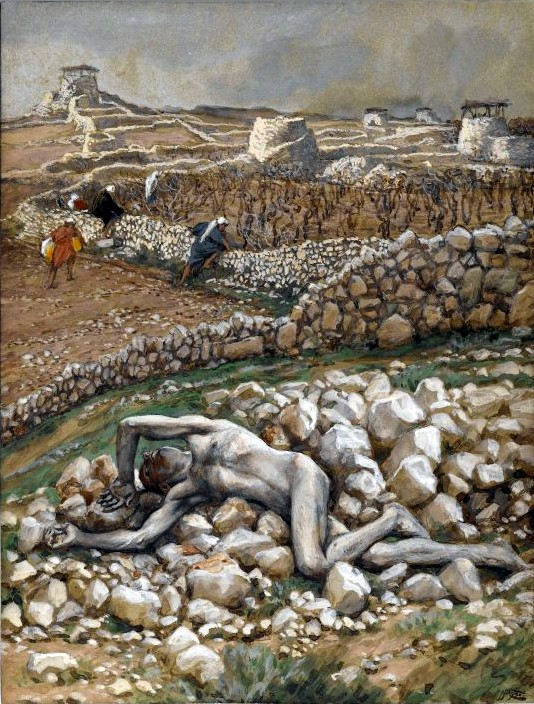
Parábola dos Lavradores Maus.
1886-94. Por James Tissot, atualmente no Brooklyn Museum, em Nova Iorque.

A Parábola dos Lavradores Maus é uma das parábolas de Jesus encontrada nos três evangelhos sinóticos, em Lucas 20:9–19, Marcos 12:1–12 e Mateus 21:33–46, e no apócrifo Evangelho de Tomé. Ela descreve um fazendeiro que planta uma vinha e a deixa aos cuidados de lavradores, que falharam em seu dever.
Esta parábola é sobre os sumo-sacerdotes e os fariseus e foi contada para as pessoas presentes no Templo de Jerusalém durante a última semana antes da morte de Jesus.

## Narrativa bíblica
No Evangelho de Marcos:
| “ | «Depois começou Jesus a falar-lhes por parábolas. Um homem plantou uma vinha, cercou-a com uma sebe, cavou ali um lagar, edificou uma torre e arrendou-a a uns lavradores, e partiu para outro país. No tempo da colheita enviou um servo aos lavradores, para receber deles do fruto da vinha; mas eles, agarrando-o, o açoitaram e mandaram embora sem coisa alguma. Tornou a enviar-lhes outro servo; e a este o feriram na cabeça, e o carregaram de afrontas. Enviou ainda outro, e a este mataram; e enviou muitos outros, a alguns dos quais açoitaram e a outros mataram. Restava-lhe ainda um, o seu filho amado; a este enviou por último, dizendo: Terão respeito a meu filho. Mas aqueles lavradores disseram entre si: Este é o herdeiro; vinde, matemo-lo, e a herança será nossa. Agarrando-o, mataram-no e lançaram-no fora da vinha. Que fará o senhor da vinha? Virá e exterminará os lavradores e entregará a sua vinha a outros. Nunca lestes sequer esta passagem da Escritura: A pedra que os edificadores rejeitaram, essa foi posta como a pedra angular; Isto foi feito pelo Senhor, E é maravilhoso aos nossos olhos? Procuravam prendê-lo (mas temeram o povo), porque perceberam que contra eles proferia esta parábola. Deixando-o, retiraram-se.» (Marcos 12:1–12) | ” |

## Interpretação

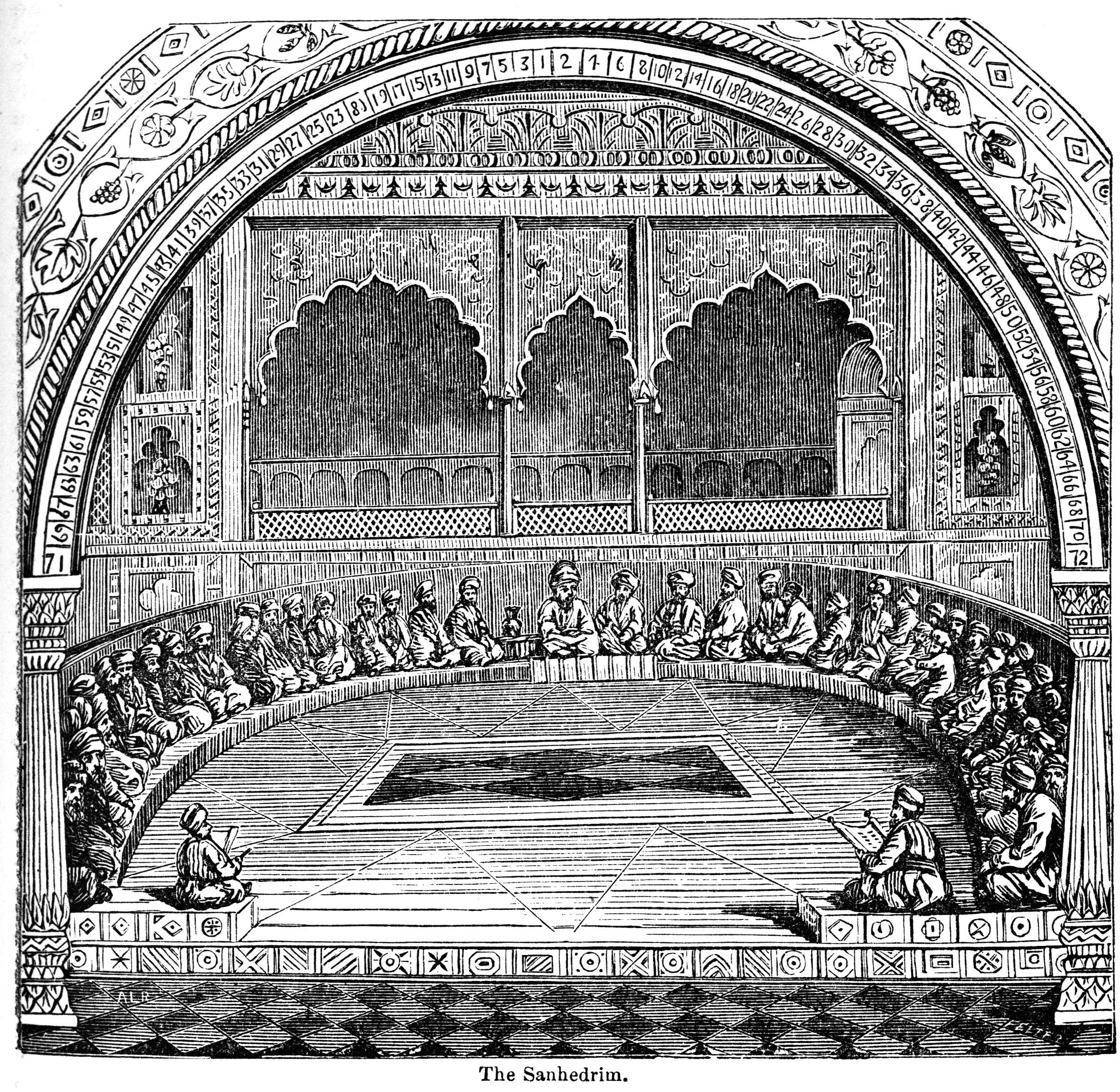
O Sinédrio, a suprema corte no antigo Israel.

Todas as versões sinóticas da parábola afirmam que os sacerdotes do Sinédrio entenderam que a parábola de Jesus foi dirigida contra eles e que eles são os lavradores. Era frequente na época que lavradores cuidassem das propriedades quando o proprietário estava ausente e se ele não tivesse herdeiros, os trabalhadores tinham prioridade no direito à terra.
A descrição da vinha é de Isaías 5:1–30. Utilizar uma vinha como uma metáfora para descrever Israel era uma prática comum no discurso religioso da época. Ela também pode se referir à aliança ou talvez ao mundo todo
A produção feita no vinhedo pode ser uma metáfora para todos os bens produzido pelo povo e que as autoridades não estão compartilhando com Deus, tentando mantê-los para si mesmos. A produção da vinha também pode ser o próprio povo, pois é delas que os governantes tomam conta.
O dono da vinha é Deus e o filho é Jesus. Uma interpretação comum dos servos é a dos profetas judeus, embora seja possível que eles sejam os mensageiros de Deus anteriores. O significado dos "outros" a quem será dada a vinha é debatido. Algumas interpretações propõem que sejam outros judeus ou cristãos ou talvez até mesmo os judeo-cristãos. Eles são geralmente vistos como sendo a nova comunidade cristã.
Como consequência dessas interpretações, a parábola é geralmente interpretada como dizendo que Deus (o "proprietário") repetidamente envia profetas ("servos") para recolher o que lhe é devido, as uvas, um símbolo do bem. Os sacerdotes ("lavradores" ou "arrendatários"), no entanto, se recusam a receber os profetas e em vez disto os ferem, cada um de forma mais cruel do que o anterior, querendo cada vez mais o controle de Israel (a "vinha") para si mesmos; porém, quando eles finalmente mataram o "filho", Deus ("proprietário") irá revogar-lhes o direito sobre Israel ("vinha") e irá dá-lo aos seguidores de Jesus ("a outros"). Deus havia concedido a sua "vinha", a sua "Aliança", sua terra que produz uvas, símbolo do bem, para seus trabalhadores, os sacerdotes judeus ou as autoridades de todo o mundo, para ser trabalhada em seu benefício. No entanto, quando ele manda alguém para recolher o que lhe é devido, os profetas do passado, seus inquilinos se recusam a pagar e ferem cada servo de maneira pior que o anterior, significando a desconsideração cada vez maior da vontade de Deus. Os lavradores parecem querer manter os bens e o controle da vinha para si próprios. Quando eles finalmente matarem seu filho que veio para recolher o que era devido, Deus decide conceder a vinha para aqueles que lhe serão mais confiáveis.
A vinha antiga é Israel. E a vinha nova é a Igreja Cristã. Que guarda os mandamentos há 2000 anos.
Jesus portanto criticou as autoridades judaicas diretamente por rejeitarem a vontade de Deus para o seu benefício do próprio e pelo tratamento dado a si mesmo por elas (veja Rejeição de Jesus).

### História

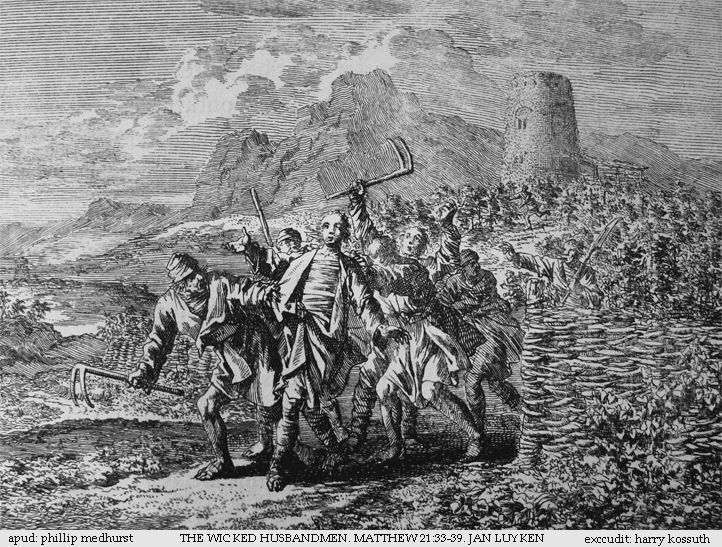
Parábola dos Lavradores Maus.
Gravira de Jan Luyken na Bíblia de Bowyer.

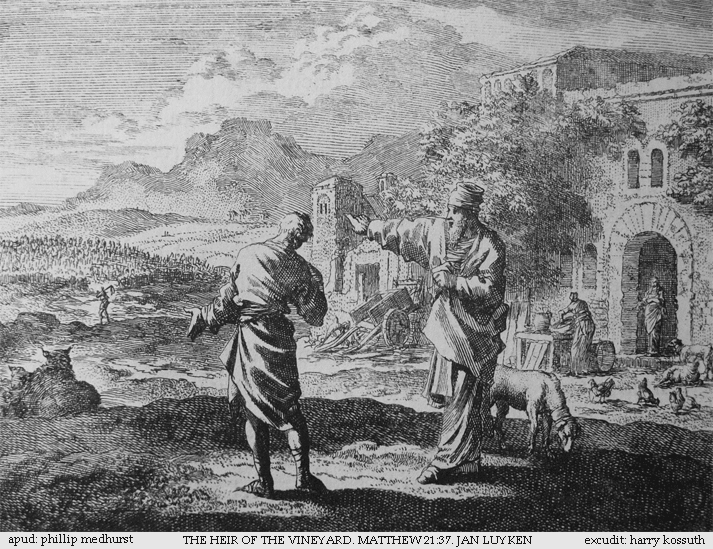
Parábola dos Lavradores Maus.
Gravira de Jan Luyken na Bíblia de Bowyer.

Também parece haver uma referência histórica direta feita por Jesus, a Senaqueribe, rei da Assíria setecentos anos antes. Senaqueribe havia conquistado a Babilônia na época em que Ezequias era o rei de Judá e havia colocado diversos governantes para tomar conta da cidade, sem sucesso, pois todos foram derrubados. Finalmente, ele enviou seu filho e herdeiro, Assurnadinsumi, para governar, mas ele também, logo em seguida, foi morto. Finalmente, o próprio Senaqueribe foi até lá e destruiu a cidade, não deixando pedra sobre pedra, e lançando uma maldição para que Babilônia não fosse reconstruída por 70 anos.
Outros pensam que poderia ser uma referência à destruição de Jerusalém pelos romanos, vista pelos cristãos como castigo de Deus pela morte de Jesus, e sua suposição de que suas novas comunidades seriam o "novo Templo". Não há menção na parábola sobre a forma que se daria a morte de Jesus, a crucificação ou ressurreição, a menos que a citação dos Salmos seja contada (vide #Exegese). O filho é morto fora da vinha, o que poderia ser uma referência à morte de Jesus fora da cidade de Jerusalém, embora na versão de Marcos desta parábola, ele é morto dentro e em seguida jogado para fora.
Ver Jesus como uma "pedra" para construir alicerces ("pedra angular") precede a destruição de Jerusalém no entanto. Paulo, em Romanos 9:33, refere-se a Jesus como uma pedra. Ele não usa os Salmos para sua sustentação bíblica, mas usa citações de Isaías (Isaías 8:14 e Isaías 28:16). Lucas afirmou, provavelmente após a destruição de Jerusalém, em Atos 4:11 que Pedro usou o mesmo salmo para descrever Jesus logo após a Sua morte. A Primeira Epístola de Pedro, que a maioria dos estudiosos consideram como pseudoepígrafo, usa tanto Isaías e os Salmos como referências em 2:6-8.

## Exegese
Jesus parece referir-se a si mesmo como uma pedra sobre a qual um edifício é construído. O edifício parece ser a nova comunidade cristã. Jesus prediz que será rejeitado, talvez fazendo referência à sua morte. Esta passagem é uma citação de Salmos 118:22–23. Muitos escritores do Novo Testamento usaram este salmo para resumir o que compreendiam da morte de Jesus como sendo parte de seu papel como o messias. O salmo se refere a alguém ser salvo da morte por Deus. É notável que a palavra hebraica para filho, ben , é muito similar a para pedra, eben, que pode ser a origem desta interpretação. Uma vez que Jesus disse isso no Templo, isto poderia refletir sua visão de Jesus como substituto do Templo, trazendo a presença de Deus para a humanidade.
O provérbio sobre a pedra que os construtores rejeitaram tecnicamente se refere a uma pedra angular, mas é quase universalmente interpretada como uma pedra fundamental, e sem que o significado do ditado tenha um significado pequeno. Como uma pedra fundamental é essencialmente uma alegoria para as pessoas rejeitando a coisa mais importante (sem ela, um arco construído a partir de seções entrará em colapso). Metaforicamente, o ditado, no contexto dos sinóticos, é interpretado como uma crítica direta aos sacerdotes por rejeitar o que era mais importante. Estudiosos estão divididos, porém, se a pedra é suposto ser o próprio Jesus ou apenas seus ensinamentos
A parábola, segundo a Fonte Q, provavelmente apareceu primeiro em Marcos e, em seguida, foi copiada e ligeiramente alterada por Mateus e Lucas. A fonte de Marcos é disputada, com a tradição mais antiga, de Pápias de Hierápolis, citando Pedro como fonte de Marcos.
Ela também aparece no Evangelho de Tomé (versos 65-66), que alguns têm sugerido como tendo precedido os evangelhos canônicos, embora a data em que foi escrito ainda seja geralmente considerada como incerta pelos estudiosos.
A versão de Mateus afirma que o método para matar o terceiro servo foi o apedrejamento, o que não aparece nas outras versões. O apedrejamento pode ser uma referência à mortes dos mártires cristãos e talvez à morte de Tiago, o Justo. Mateus também relata os sacerdotes respondendo a Jesus que os lavradores devem ser expulsos, uma piada sobre si mesmos que eles só percebem mais tarde, embora Marcos e Lucas relatem que Jesus lhes respondeu isso. Lucas e Mateus relatam uma declaração sobre o poder destrutivo da pedra que falta em Marcos.
Ireneu de Lyon usou esta parábola para defender a ligação entre Deus do judaísmo e Jesus, em sua Adversus Haereses. Se o leitor vê os servos como sendo os profetas judeus, então o proprietário que os enviou deve ser o mesmo pai do filho na história, que são Deus, o Pai, e Jesus, de modo que o "Deus dos judeus" também deve ser o pai de Jesus. Marcião defendia que Jesus não era o filho do Deus descrito nas Escrituras judaicas. Alguns transferiram esta parábola contra as autoridades judaicas para todos os judeus e a utilizaram para justificar o antissemitismo, uma tese que vai contra o pensamento geral de ela foi dirigida contra os sumo-sacerdotes, que eram saduceus, e não contra o povo judeu em geral.

## Evangelho de Tomé
A versão que aparece no apócrifo Evangelho de Tomé é:
| “ | 65. Disse ele: Um homem tinha uma vinha. Arrendou-a a uns colonos para a cultivarem, a fim de receber deles o fruto. Enviou seu servo para receber o fruto da vinha. Os colonos prenderam o servo e o espancaram, deixando-o à beira da morte. O servo voltou e contou a seu senhor o ocorrido. O senhor disse: Talvez não o tenham reconhecido. E enviou-lhes outro servo. Mas os colonos espancaram também este. Então o senhor mandou seu filho, dizendo: Talvez tenham respeito a meu filho. Mas, como os camponeses soubessem que esse era o herdeiro da vinha, prenderam-no e o mataram. Quem tem ouvidos para ouvir, ouça! 66. Disse Jesus: Mostrai-me a pedra que os construtores rejeitaram. Ela é a pedra angular. | ” |
|   | — Evangelho de Tomé 65-66. |   |

A parte sobre a pedra que foi rejeitada pelos construtores aparece nos três evangelhos sinóticos também, mas "dentro" da parábola e não fora, como um pensamento separado, como acontece no Evangelho de Tomé. Neste também falta a curta explicação de Jesus sobre a relação entre ambos que aparece nos evangelhos.

## Críticas
Os céticos costumam afirmar que Jesus realmente não previu sua própria morte e que as previsões deste tipo são exemplos de vaticinium ex eventu, uma profecia após o fato. Isto poderia ser visto como uma referência à crença da nova Igreja que eles tinham superado o judaísmo através da morte e ressurreição de Jesus e do papel como o messias.